# Songkick
Songkick est une société technologique américaine qui fournit des services de découverte de concerts et de vente de billets pour des événements musicaux en direct. L'application web et mobile de Songkick permet aux utilisateurs de suivre les artistes en tournée, de recevoir des alertes pour les concerts dans leur région et d'acheter des billets pour les spectacles, en utilisant la technologie et les services qui alimentent les ventes de billets au nom des artistes.

## Historique
Songkick est fondée en 2007 par Ian Hogarth, Michelle You et Pete Smith. Songkick intègre rapidement après sa création l'incubateur Y Combinator.

### Rachat par Warner Music Group
En juillet 2017, Warner Music Group acquiert des actifs de Songkick, notamment le site web, l'application et la marque Songkick, mais n'acquiert pas la billetterie que propose la plateforme. Au moment de l'acquisition, Songkick compte 15 millions d'utilisateurs mensuels.

## Concept
Songkick permet aux fans de traquer les artistes et groupes de musique qu'ils apprécient et d'être notifié lors de concerts à proximité.